# Rua das Trincheiras

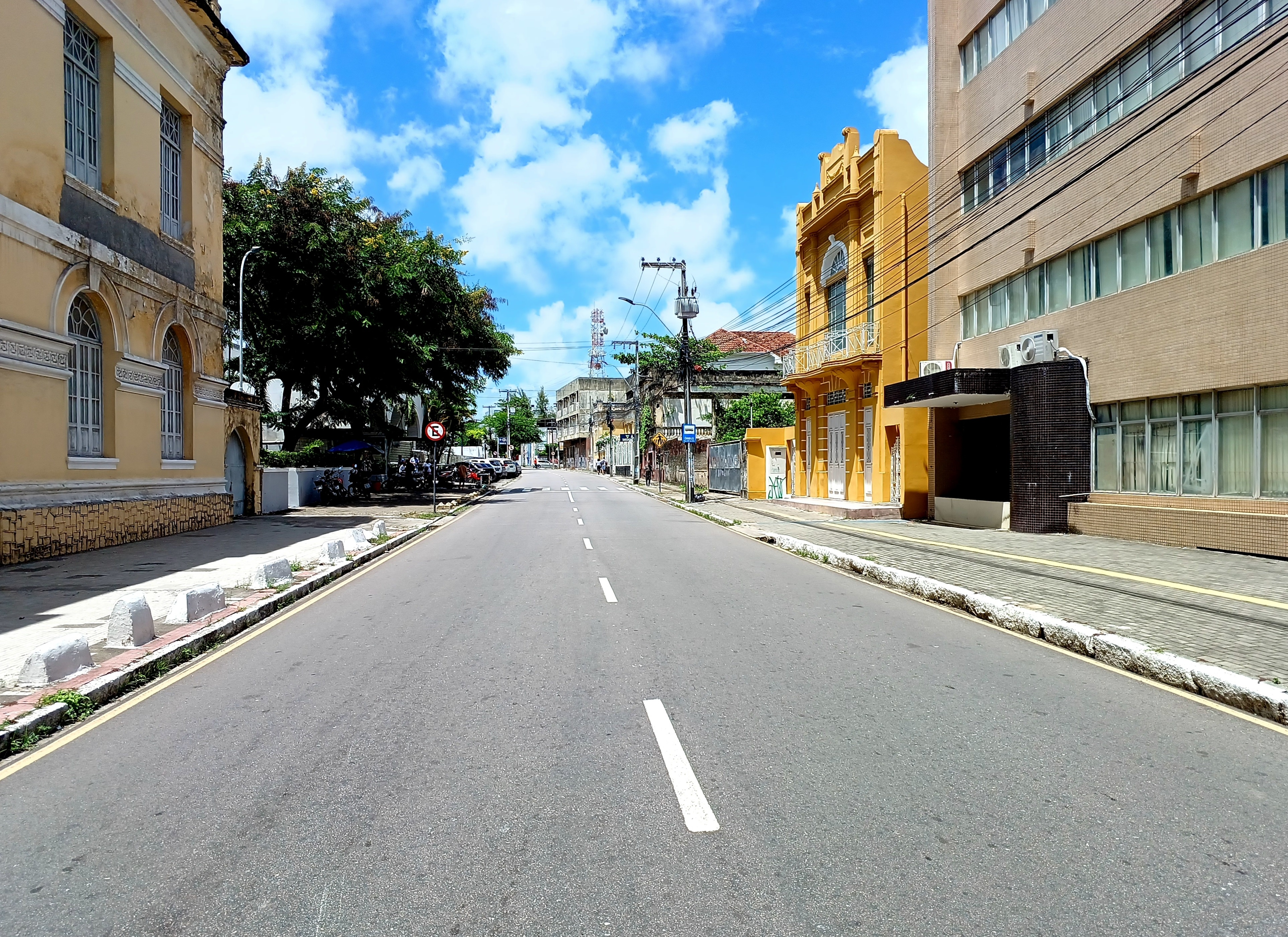
Trecho inicial da rua

A Rua das Trincheiras é um histórico logradouro de João Pessoa, capital do estado da Paraíba, no Brasil, que possui aproximadamente 1 km de extensão, localizando-se no bairro Trincheiras e interligando o Centro com os bairros de Jaguaribe e Cruz das Armas, zona oeste da urbe.

## História
Em torno de 1710, durante a Guerra dos Mascates, em Pernambuco, ocorreu a construção de entrincheiramentos na região, no qual, atualmente se localiza a rua; complementando as atividades de defesa do Forte Balmarte. Por se encontrar em uma localidade periférica, o espaço tinha importância como interligação entre a capital paraibana e Pernambuco, assim como de outros centros urbanos nas proximidades.
O povoamento da área teve início nas décadas finais do século XVIII por classes mais empobrecidas que mantiveram atividades econômicas, principalmente, ligadas ao abate de animais e comércio com viajantes. Aproximadamente na época, iniciou-se a construção da Igreja de Nossa Senhora de Lourdes - antes denominada como Igreja do Senhor Bom Jesus dos Martírios e assentada no começo da Rua das Trincheiras - pelo governo regional a fim de desenvolver uma sede da Irmandade do Senhor Jesus do Bonfim, porém, devido à localização estratégica e os entrincheiramentos próximos, houve a vontade de se erguer um assentamento militar. No entanto, o terreno da igreja foi finalmente repassado para uma irmandade católica (Irmandade Senhor do Bom Jesus dos Martírios) em 1829.
Em meados do século XIX, com o acúmulo de capital desencadeado pela grande produção de algodão na província paraibana, a área passou a abrigar moradias de famílias mais ricas em sítios e chácaras que possibilitavam um intermédio rural-urbano e uma expansão a partir do Centro da infraestrutura urbana na localidade. Porém, foi no início do século XX, após um período ainda mais forte na produção do algodão, de investimentos empresariais ingleses e reflexos econômicos positivos na região e no país, que a cidade conquistou importante modernização de sua infraestrutura. Na última década do século XIX, foi instalado na Rua das Trincheiras um sistema de bondes movidos a tração animal (burros) que percorriam diferentes pontos da cidade. Com isso, demonstra-se que a antiga área periférica de João Pessoa passou a obter importante finalidade para o setor econômico da urbe, já que foi morada de grandes comerciantes e empresários ao longo dos terrenos que sobravam na rua.
Assim, as famílias mais ricas que se estabeleceram nas imediações da Rua das Trincheiras ergueram residências alinhadas às distintas composições arquitetônicos europeias, mas com preocupações voltadas ao conforto, higiene e o espaçamento de jardins e fachadas. Um desses estilos foi, por exemplo, o da Art Nouveau, que teve bastante relevância no final do século XIX e início do XX, no que é mencionado como Belle Époque.
Em 1918, uma balaustrada em estilo neoclássico foi construída ao longo de parte da rua, margeando o topo de um precipício, oferecendo visão à várzea paraibana e à Ilha do Bispo. Durante a prefeitura de Oswaldo Pessoa, entre os anos de 1947 e 1951, um busto de Francisco Camilo de Holanda produzido pelo artista pernambucano Bibiano Silva foi implantado na balaustrada. Camilo de Holanda foi governador da Paraíba entre os anos de 1916 e 1920 durante forte modernização da capital.
No entanto, a modernização na capital promoveu uma expansão urbana também para à zona leste, compreendendo o bairro de Tambiá. Nas décadas seguintes, esse processo foi responsável por uma desvalorização dos imóveis pertencentes ao logradouro, ocasionando no crescente abandono das residências.

## Atualidade
A Rua das Trincheiras ainda permanece como importante logradouro da região, porém, imóveis em antigo estilo arquitetônico ainda sofrem com o abandono mesmo inseridas no perímetro de conservação do Instituto do Patrimônio Histórico e Artístico do Estado da Paraíba (IPHAEP). Com isso, programas governamentais têm discutido desapropriações a fim de gerar a funcionalidade habitacional, turística e de prestação de serviços públicos pelas entidades civis, educacionais, instituições filantrópicas, assistenciais, etc. As ruínas e os imóveis abandonados são visadas pelas famílias de baixa renda para ocupação.
A partir do Centro de João Pessoa, a Rua das Trincheiras é um seguimento da Rua Duque de Caxias e precede a Rua João da Mata, antiga Rua São Paulo, que, por sua vez, é seguimento para a Avenida Cruz das Armas.